# 维科皮萨诺
维科皮萨诺（義大利語：Vicopisano），是意大利比萨省的一个市镇。总面积26.92平方公里，人口8417人，人口密度312.7人/平方公里（2009年）。ISTAT代码为050038。